# 松若風馬
松若 風馬（まつわか ふうま、1995年9月4日 - ）は、日本中央競馬会 (JRA) 栗東トレーニングセンター所属の騎手。

## 来歴
父は装蹄師で、サクセスブロッケン、ローレルゲレイロ、アンライバルドなどの装蹄を担当した松若勝。父に連れられ幼い頃から競馬場に通い、小学1年から乗馬を始めた。
2014年2月に競馬学校を30期生として卒業。同期に石川裕紀人、井上敏樹、小崎綾也、木幡初也、義英真がいる。
2014年3月1日、阪神8Rでサンライズマーチに騎乗しデビュー（4着）。翌2日、小倉2Rで2番人気トレノカチドキに騎乗し、デビュー2戦目で初勝利を挙げた。その約20分前に行われた阪神1Rで同期の義英真が初勝利を挙げたため、新人一番乗りの勝利は逃している。
2014年7月20日、中京9Rのマカオジョッキークラブトロフィーでホープタウンに騎乗。当初騎乗予定だった武豊が6Rで落馬負傷し、急遽乗り替わりとなった代役で特別レース初勝利を挙げた。
2014年は最終的に47勝を挙げ、関西新人騎手の中で最多勝かつ騎乗停止処分がなかったことが評価され、中央競馬関西放送記者クラブ賞新人賞を受賞した（この年は小崎も、同期よりも2ヶ月程度遅い4月19日デビューの状況下で38勝を挙げ、「新人特別賞」を受賞。2名の受賞となった）。また、関東新人騎手を含めても最多勝かつ30勝以上のため、JRA賞最多勝利新人騎手も受賞した。JRA賞最多勝利新人騎手は、2010年の高倉稜が受賞して以来、30勝以上を挙げた新人騎手がいなかったため、4年ぶりの対象者となった。
2015年8月9日の小倉記念でアズマシャトルに騎乗し1着となり、2014年にJRAデビューした騎手では初めて重賞を勝利した。同年8月29日に韓国・ソウル競馬場で行われた国際見習騎手招待競走アジアヤングガンズチャレンジに出場し、参加11人中6位となった。
2020年3月29日の高松宮記念でモズスーパーフレアに騎乗して2位に入線。その後1位入線のクリノガウディーの4位降着により、繰り上がりでのGI初制覇となった。
2022年2月21日付けで音無秀孝厩舎を離れ、フリーとなる。
2024年8月3日から後述の交通違反事案により、裁定委員会の議定があるまで騎乗停止となった。その後、騎乗停止期間中の同年8月21日付で音無秀孝厩舎に所属を戻している。同年11月28日の裁定委員会で、始期を遡及する形で2024年8月3日から2025年2月2日まで騎乗停止となった。
2025年3月5日、所属する音無厩舎の定年解散にともない、フリーとなる。

## エピソード
- 目標の騎手は内田博幸[18]。
- 上手いと思った騎手として浜中俊を挙げている。2015年に自厩舎のランウェイワルツに2回騎乗したが勝てず、次走で浜中に乗り替わりあっさり勝たれてしまい、レベルの違いを痛感させられたという[19]。
- 2019年10月20日の東京2Rで松若騎乗のアスターファゴットが4コーナーで戸田博文厩舎のスパニッシュアートに寄りかかるシーンがあり（結果はアスターファゴット4着、スパニッシュアート5着）、レース後の検量室で戸田から蹴られ、戸田は過怠金20万円を科された[20]。
- 4歳下の弟も乗馬をしており、2012年の第4回ジョッキーベイビーズに関西地区代表で出場した。また、2013年7月27日放送の「関西テレビ放送開局55周年特別番組　あこがれバトル 天才ジュニアvs超一流アスリート! 4番勝負」に天才少年ジョッキーとして出演し、小林勝太と共にポニーに乗って福永祐一と競馬対決をしている。

## 不祥事
2024年8月2日3時20分ごろ、トレセンの朝の調教へ向かうため滋賀県草津市内で自動車を運転していたところ事故を起こし、自分で警察に連絡。前日の21時30分までにビール2杯、ハイボール1杯、チューハイ1杯を飲んでおり、駆けつけた警察官によるアルコール検査で酒気帯びの状態であることが判明し、道路交通法違反容疑（酒気帯び運転および物損事故）により、滋賀県警察に検挙された。松若に怪我はなかったが、この行為はJRAの騎手として重大な非行があったものと認められたため、8月3日から裁定委員会の議定があるまで騎乗停止となった。
その後、10月21日に大津簡易裁判所において略式起訴（罰金刑）に処され、刑罰が確定したことにより、同年11月28日の第2回裁定委員会で日本中央競馬会競馬施行規約第67条第17号及び日本中央競馬会競馬施行規程第147条第20号により、期間始期を遡及する形で2024年8月3日から2025年2月2日まで騎乗停止となった。

## 騎乗成績
|            | 日付          | 競馬場・開催  | 競走名               | 馬名               | 頭数 | 人気 | 着順 |
| ---------- | ------------- | ------------- | -------------------- | ------------------ | ---- | ---- | ---- |
| 初騎乗     | 2014年3月1日  | 1回阪神1日8R  | 4歳上500万下         | サンライズマーチ   | 16頭 | 5    | 4着  |
| 初勝利     | 2014年3月2日  | 1回小倉8日2R  | 3歳未勝利            | トレノカチドキ     | 16頭 | 2    | 1着  |
| 重賞初騎乗 | 2014年6月15日 | 3回阪神4日11R | マーメイドステークス | アイムヒアー       | 14頭 | 12   | 12着 |
| 重賞初勝利 | 2015年8月9日  | 2回小倉4日11R | 小倉記念             | アズマシャトル     | 17頭 | 6    | 1着  |
| GI初騎乗   | 2015年6月28日 | 3回阪神8日11R | 宝塚記念             | レッドデイヴィス   | 16頭 | 12   | 7着  |
| GI初勝利   | 2020年3月29日 | 2回中京2日11R | 高松宮記念           | モズスーパーフレア | 18頭 | 9    | 1着  |

| 年度   | 1着 | 2着 | 3着 | 騎乗数 | 勝率 | 連対率 | 複勝率 |
| ------ | --- | --- | --- | ------ | ---- | ------ | ------ |
| 2014年 | 47  | 43  | 40  | 599    | .078 | .150   | .217   |
| 2015年 | 60  | 46  | 43  | 722    | .083 | .147   | .206   |
| 2016年 | 52  | 49  | 47  | 758    | .069 | .133   | .195   |
| 2017年 | 42  | 47  | 57  | 720    | .058 | .124   | .203   |
| 2018年 | 53  | 56  | 44  | 766    | .069 | .142   | .200   |
| 2019年 | 48  | 48  | 40  | 695    | .069 | .138   | .196   |
| 2020年 | 43  | 39  | 40  | 727    | .059 | .113   | .168   |
| 2021年 | 40  | 37  | 55  | 658    | .061 | .117   | .201   |
| 2022年 | 36  | 44  | 32  | 564    | .064 | .142   | .199   |
| 2023年 | 38  | 43  | 45  | 582    | .065 | .139   | .216   |
| 通算   | 459 | 452 | 443 | 6809   | .067 | .133   | .198   |

（JRA騎手名鑑より、JRA成績のみ）

## 主な騎乗馬
太字はGI・JpnI競走を示す
- アズマシャトル（2015年小倉記念）
- リラヴァティ（2016年マーメイドステークス）
- アポロケンタッキー（2016年みやこステークス）
- アメリカズカップ（2017年きさらぎ賞）
- ダンビュライト（2019年京都記念）
- サラス（2019年マーメイドステークス）
- モズスーパーフレア（2020年高松宮記念）
- サンライズノヴァ（2020年プロキオンステークス、武蔵野ステークス）
- テーオーケインズ（2021年アンタレスステークス）
- フェーングロッテン（2022年ラジオNIKKEI賞）
- デルマソトガケ（2022年全日本2歳優駿）[23]
- イングランドアイズ（2025年小倉記念）